# ويليام أليوت
ويليام أليوت (بالإنجليزية: William Elliot)‏ هو لاعب اتحاد الرغبي نيوزيلندي، ولد في 9 مايو 1867 في أوكلاند في نيوزيلندا، وتوفي في 16 أبريل 1958.